# قندخلي
قندخلي (بالفارسية: قندخلی) هي قرية تقع في قسم آواجيق الجنوبي الريفي (مقاطعة تشالدران) في إيران.